# Apocyclops panamensis
Apocyclops panamensis är en kräftdjursart som först beskrevs av Marsh 1913.  Apocyclops panamensis ingår i släktet Apocyclops och familjen Cyclopidae. Inga underarter finns listade i Catalogue of Life.